# Ovilla (Texas)
Ovilla es una ciudad ubicada en el condado de Ellis en el estado estadounidense de Texas. En el Censo de 2010 tenía una población de 3.492 habitantes y una densidad poblacional de 232,06 personas por km².

## Geografía
Ovilla se encuentra ubicada en las coordenadas 32°32′29″N 96°53′1″O / 32.54139, -96.88361. Según la Oficina del Censo de los Estados Unidos, Ovilla tiene una superficie total de 15.05 km², de la cual 15.04 km² corresponden a tierra firme y (0.05%) 0.01 km² es agua.

## Demografía
Según el censo de 2010, había 3.492 personas residiendo en Ovilla. La densidad de población era de 232,06 hab./km². De los 3.492 habitantes, Ovilla estaba compuesto por el 86.6% blancos, el 8.68% eran afroamericanos, el 0.46% eran amerindios, el 0.6% eran asiáticos, el 0.03% eran isleños del Pacífico, el 2.09% eran de otras razas y el 1.55% pertenecían a dos o más razas. Del total de la población el 8.08% eran hispanos o latinos de cualquier raza.